# دانشگاه جیواجی
دانشگاه جیواجی (JU) یک دانشگاه وابسته عمومی NAAC A++ در گوالیور، مادیا پرادش، هند است. این دانشگاه در ۲۳ می ۱۹۶۴ تأسیس شد و ساروپالی راداکریشنان، رئیس‌جمهور هند، سنگ بنای پردیس را در ۱۱ دسامبر ۱۹۶۴ گذاشت. این به‌طور کامل توسط دولت هند تأیید شده‌است.
حوزه قضایی آن در ۸ ناحیه اشوکناگر، بهیند، داتیا، گونا، گوالیور، مورنا، شیوپوری، شیپور است.

## فارغ التحصیلان قابل توجه
- اومش ورشنی، زیست‌شناس مولکولی و برنده جایزه شانتی سواروپ بهاتناگار[۲]
- مانموهان پریدا، ویروس‌شناس، برنده جایزه جایزه ملی علوم زیستی برای توسعه شغلی[۳]
- نارندرا سینگ تومار، سیاستمدار و وزیر کابینه دولت هند
- راجیندر گارگ، سیاستمدار